# Mandalha e Sant Julian
Mandailles-Saint-Julien és un municipi francès situat al departament de Cantal i a la regió d'Alvèrnia-Roine-Alps. L'any 2007 tenia 203 habitants.

## Demografia

### Població
El 2007 la població de fet de Mandailles-Saint-Julien era de 203 persones. Hi havia 96 famílies de les quals 36 eren unipersonals (8 homes vivint sols i 28 dones vivint soles), 40 parelles sense fills, 16 parelles amb fills i 4 famílies monoparentals amb fills.
La població ha evolucionat segons el següent gràfic:
Habitants censats

### Habitatges
El 2007 hi havia 259 habitatges, 94 eren l'habitatge principal de la família, 140 eren segones residències i 24 estaven desocupats. 232 eren cases i 26 eren apartaments. Dels 94 habitatges principals, 70 estaven ocupats pels seus propietaris, 14 estaven llogats i ocupats pels llogaters i 10 estaven cedits a títol gratuït; 1 tenia una cambra, 7 en tenien dues, 17 en tenien tres, 31 en tenien quatre i 38 en tenien cinc o més. 42 habitatges disposaven pel capbaix d'una plaça de pàrquing. A 42 habitatges hi havia un automòbil i a 26 n'hi havia dos o més.

### Piràmide de població
La piràmide de població per edats i sexe el 2009 era:
| Homes | Edats   | Dones |
| ----- | ------- | ----- |
| 0     | 95 o +  | 0     |
| 0     | 90 a 94 | 0     |
| 0     | 85 a 89 | 4     |
| 8     | 80 a 84 | 4     |
| 12    | 75 a 79 | 12    |
| 16    | 70 a 74 | 20    |
| 12    | 65 a 69 | 12    |
| 8     | 60 a 64 | 8     |
| 4     | 55 a 59 | 0     |
| 12    | 50 a 54 | 0     |
| 0     | 45 a 49 | 4     |
| 4     | 40 a 44 | 0     |
| 16    | 35 a 39 | 4     |
| 8     | 30 a 34 | 8     |
| 16    | 25 a 29 | 0     |
| 8     | 20 a 24 | 0     |
| 0     | 15 a 19 | 0     |
| 4     | 10 a 14 | 4     |
| 8     | 5 a 9   | 12    |
| 0     | 0 a 4   | 0     |

## Economia
El 2007 la població en edat de treballar era de 117 persones, 77 eren actives i 40 eren inactives. De les 77 persones actives 67 estaven ocupades (44 homes i 23 dones) i 10 estaven aturades (4 homes i 6 dones). De les 40 persones inactives 12 estaven jubilades, 13 estaven estudiant i 15 estaven classificades com a «altres inactius».

### Ingressos
El 2009 a Mandailles-Saint-Julien hi havia 110 unitats fiscals que integraven 222 persones, la mediana anual d'ingressos fiscals per persona era de 12.385,5 €.

### Activitats econòmiques
Dels 15 establiments que hi havia el 2007, 2 eren d'empreses alimentàries, 2 d'empreses de construcció, 4 d'empreses de comerç i reparació d'automòbils, 4 d'empreses d'hostatgeria i restauració, 1 d'una empresa immobiliària, 1 d'una empresa de serveis i 1 d'una entitat de l'administració pública.
Els 2 serveis als particulars que hi havia el 2009 eren paletes.
Dels 5 establiments comercials que hi havia el 2009, 2 eren botiges de menys de 120 m², 2 fleques i 1 una botiga de mobles.
L'any 2000 a Mandailles-Saint-Julien hi havia 24 explotacions agrícoles que ocupaven un total de 1.224 hectàrees.

## Poblacions més properes
El següent diagrama mostra les poblacions més properes.